# Mons Kocher
Il Mons Kocher è una struttura geologica della superficie della Luna.